# Uljua
Uljua eller Uljuanjärvi är en sjö i Finland. Den ligger i kommunen Siikalatva i landskapet Norra Österbotten, i den centrala delen av landet, 500 km norr om huvudstaden Helsingfors. Uljua ligger 108,7 meter över havet. I omgivningarna runt Uljua växer i huvudsak blandskog. Arean är 72,5 hektar och strandlinjen är 4,04 kilometer lång. Sjön  ingår i Siikajokis huvudavrinningsområde. 